# 리차드 3세 (1995년 영화)
《리차드 3세》(Richard III)는 미국에서 제작된 리처드 론크레인 감독의 1995년 드라마, 전쟁 영화이다. 윌리엄 셰익스피어의 동명의 희곡을 각색한 영화이다. 이안 맥켈런 등이 주연으로 출연하였다.

## 출연

### 주연
- 이안 맥켈런
- 아네트 베닝
- 크리스틴 스콧 토마스
- 짐 브로드벤트
- 로버트 다우니 주니어
- 매기 스미스
- 나이젤 호손
- 짐 카터

### 조연
- 도미닉 웨스트
- 존 우드
- 빌 패터슨
- 아드리안 던버
- 도널드 섬터
- 팀 멕네니
- 케이트 스티븐슨-페인
- 에드워드 하드윅
- 로저 해몬드
- 트레스 핸리
- 크리스토퍼 보웬
- 제임스 드레이퍼스
- 에드워드 제웨스버리
- 데니스 릴
- 브루스 퍼체이스
- 앤디 래쉬레이그

## 기타
- 원작자: 윌리엄 셰익스피어
- Line PD: 데이빗 라스셀리스
- 미술: 토니 버로우
- 무술감독: 줄리안 스펜서
- 의상: 슈나 하우드